# 海基·利马泰宁
海基·利马泰宁（芬蘭語：Heikki Liimatainen，1894年3月14日—1980年12月24日），芬兰男子田径运动员。他曾代表芬兰参加1920年和1924年夏季奥林匹克运动会田径比赛，共获得二枚金牌和一枚铜牌。